# Fedora Media Writer
Fedora Media Writer est un logiciel servant à créer des live USB de la distribution GNU/Linux Fedora.

## Caractéristiques
- Multi plate-forme (disponible pour GNU/Linux Mac OS et Windows)
- Installeur n'effaçant pas les données (ne formate pas le support de mémoire)[précision nécessaire][réf. nécessaire]
- Gestion de différentes versions de Fedora
- Détection automatique de tous les périphériques amovibles
- Création d'un espace persistant, permettant de sauver tous les documents créés et les modifications apportées au système (fonctionne uniquement à partir de Fedora 9)[réf. nécessaire]
- Vérification de la somme de contrôle SHA1, afin d'assurer l'intégrité des données